# 冶山镇 (天长市)
冶山镇，是中华人民共和国安徽省滁州市天长市下辖的一个乡镇级行政单位。
该街道南接南京六合的同名街道冶山街道。

## 行政区划
冶山镇下辖以下地区：
关塘社区、长兴社区、冶山村、草洲村、张巷村、福胜村、高巷村、汴桥村、晏公村和隐庵村。